# Kamenitá pláň

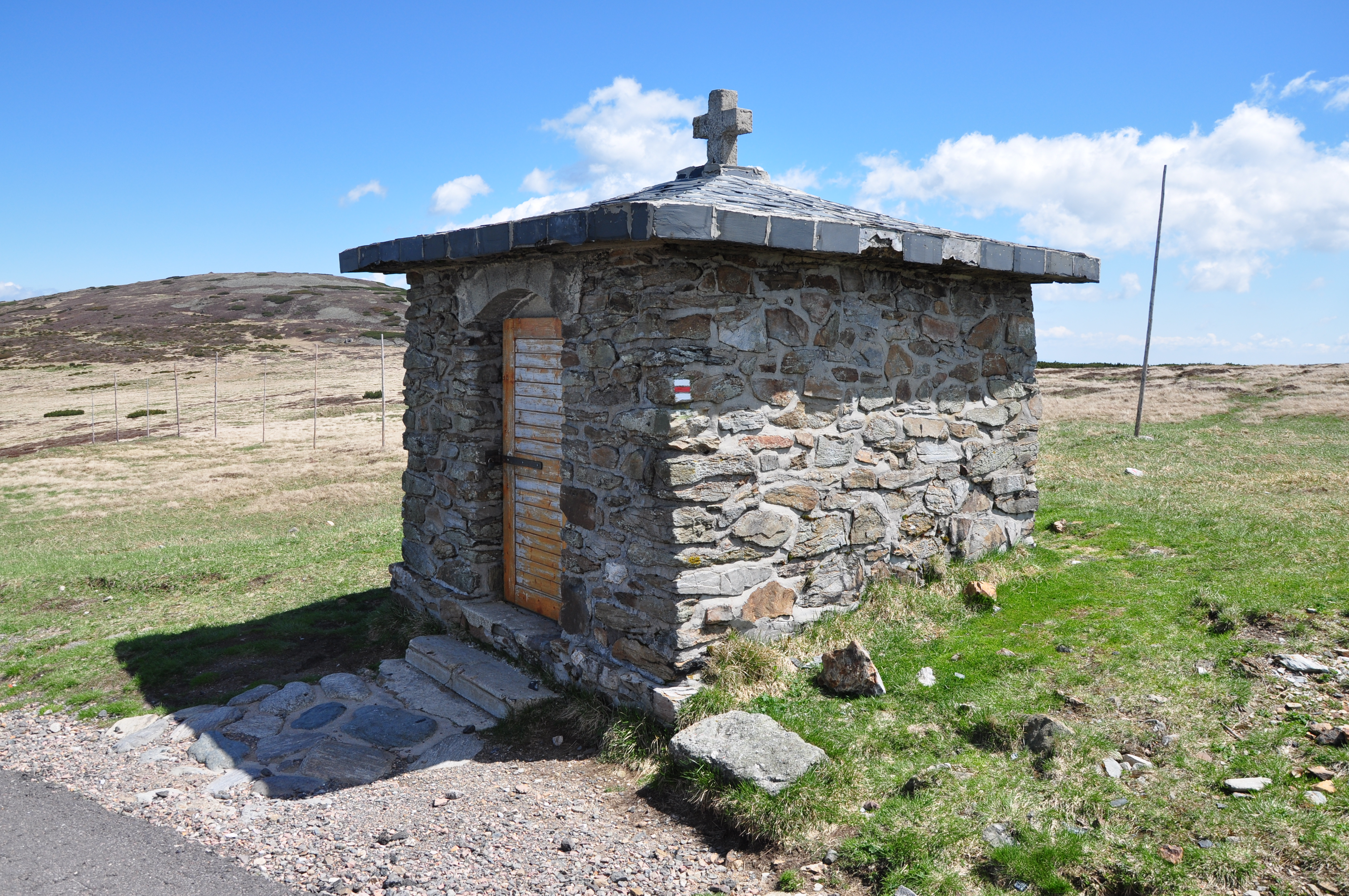
Památník obětem hor nad sedlem

Kamenitá pláň (též Modré sedlo) je nejvýše položeným sedlem v Česku. Nachází se mezi Luční a Studniční horou v Krkonoších. Jeho nadmořská výška je 1498 metrů nad mořem. Západně od sedla prochází asfaltová cesta, která je nejvýše položenou asfaltovou cestou v Česku. Nad sedlem se nachází Památník obětem hor.